# Nuoto ai XVII Giochi del Mediterraneo - 200 metri dorso femminili
Le gare di nuoto nella categoria 200 metri dorso femminili si sono tenute il 22 giugno 2013 al Yeni Olimpik Yüzme Havuzu di Mersin.

## Calendario
Fuso orario EET (UTC+3).
| Data      | Ora   | Turno    |
| --------- | ----- | -------- |
| 22 giugno | 9:46  | Batterie |
| 22 giugno | 18:22 | Finale   |

## Risultati
Le 11 atlete partecipanti vengono inquadrate in due batterie rispettivamente da 5 e 6 nuotatrici ciascuna. Si qualificano alla finale i primi otto tempi.

### Batterie
| Pos. | Nome                  | Nazione  | Tempo   | Batt. | Corsia | Note |
| ---- | --------------------- | -------- | ------- | ----- | ------ | ---- |
| 1    | Margherita Panziera   | Italia   | 2'14"75 | 1     | 4      | Q    |
| 2    | Ambra Esposito        | Italia   | 2'15"87 | 2     | 4      | Q    |
| 3    | Halime Zülal Zeren    | Turchia  | 2'16"14 | 2     | 6      | Q    |
| 4    | Natàlia Torné Sánchez | Spagna   | 2'16"16 | 2     | 5      | Q    |
| 5    | Afroditi Giareni      | Grecia   | 2'17"62 | 1     | 3      | Q    |
| 6    | Aspasia Petradaki     | Grecia   | 2'18"14 | 1     | 5      | Q    |
| 7    | Lidón Muñoz           | Spagna   | 2'18"92 | 1     | 6      | Q    |
| 8    | Fantine Lesaffre      | Francia  | 2'20"28 | 2     | 3      | Q    |
| 9    | Lucija Kous           | Slovenia | 2'21"67 | 2     | 2      |      |
| 10   | Hania Moro            | Egitto   | 2'24"17 | 1     | 2      |      |
| 11   | Gizem Cam             | Turchia  | 2'28"24 | 2     | 7      |      |

### Finale
| Pos. | Atleta                | Nazionalità | Tempo   | Corsia |
| ---- | --------------------- | ----------- | ------- | ------ |
|      | Ambra Esposito        | Italia      | 2'12"21 | 5      |
|      | Margherita Panziera   | Italia      | 2'12"86 | 4      |
|      | Halime Zülal Zeren    | Turchia     | 2'14"93 | 3      |
| 4    | Natàlia Torné Sánchez | Spagna      | 2'15"12 | 6      |
| 5    | Lidón Muñoz           | Spagna      | 2'16"43 | 1      |
| 6    | Fantine Lesaffre      | Francia     | 2'16"49 | 8      |
| 7    | Afroditi Giareni      | Grecia      | 2'17"55 | 2      |
| 8    | Aspasia Petradaki     | Grecia      | 2'17"68 | 7      |